# Pia-Lisa Schöll
Pia-Lisa Schöll (28 de marzo de 1991) es una deportista alemana que compite en curling.
Ganó una medalla de plata en el Campeonato Mundial de Curling Mixto de 2019 y una medalla de bronce en el Campeonato Mundial de Curling Mixto Doble de 2022.

## Palmarés internacional
| Campeonato Mundial Mixto       | Campeonato Mundial Mixto | Campeonato Mundial Mixto | Campeonato Mundial Mixto |
| Año                            | Lugar                    | Medalla                  | Prueba                   |
| ------------------------------ | ------------------------ | ------------------------ | ------------------------ |
| 2019                           | Aberdeen (Reino Unido)   | Medalla de plata         | Mixto                    |
| Campeonato Mundial Mixto Doble |                          |                          |                          |
| Año                            | Lugar                    | Medalla                  | Prueba                   |
| 2022                           | Ginebra (Suiza)          | Medalla de bronce        | Mixto doble              |